# Максимилиан II фон Лихтенщайн
Максимилиан II Якоб Мориц фон Лихтенщайн (на немски: Maximilian II Jacob Moritz von und zu Liechtenstein; * 25 юли 1641; † 21 април 1709, Крумау, Бохемия) е княз на Лихтенщайн (1686 – 1709).

## Биография
Той е най-възрастният син на княз Хартман фон Лихтенщайн (1613 – 1686) и съпругата му алтграфиня Сидония Елизабет фон Залм-Райфершайт (1623 – 1688), дъщеря на алтграф Ернст Фридрих фон Залм-Райфершайт (1583 – 1639) и графиня Мария Урсула фон Лайнинген-Дагсбург-Фалкенбург († 1649). Брат е на Антон Флориан (1656 – 1721), Филип Еразмус (1664 – 1704) и Хартман (1666 – 1728).

## Фамилия
Максимилиан II се жени три пъти.
Първи брак: на 29 април 1669 г. с първата си братовчедка принцеса Йохана Беатрикс фон Лихтенщайн (* 1650; † 14 януари 1672), дъщеря на княз Карл Евсебий фон Лихтеншайн (1611 – 1684) и Йохана Беатрикс фон Дитрихщайн († 1676). Те имат две деца:
- Луиза (Алойзия) Йозефа Франциска (1670 – 1736), омъжена I. на 3 април 1691 г. за Франц Вилхелм II фон Хоенемс (1654 – 1691), II. 1694 г. за Якоб Ернст Лесли (1670 – 1737/1728)
- Мария Максимилиана Беатрикс (1672 – ?), омъжена за граф Йохан Зигмунд фон Роттал († 1717)

Втори брак: на 1 октомври 1673 г. във Вилферсдорф за принцеса Елеонора фон Шлезвиг-Холщайн-Зондербург-Визенбург (* 28 май 1655; † 16 август 1702), дъщеря на херцог Филип Лудвиг фон Шлезвиг-Холщайн-Зондербург-Визенбург (1620 – 1689) и Анна Маргарета фон Хесен-Хомбург (1629 – 1686). Те имат две деца:
- Карл Лудвиг (1675 – 1679)
- Мария Йохана (1686 – 1690)

Трети брак: на 21 април 1703 г. с принцеса Мария Елизабет фон Лихтенщайн (* 3 май 1683; † 8 май 1744, Виена), дъщеря на княз Йохан Адам I Андреас фон Лихтенщайн (1657/1662 – 1712) и Ердмунда Мария фон Дитрихщайн-Николсбург (1662 – 1737). Те имат четири деца:
- Мария Шарлота Фелицитас (1704 – 1754), омъжена на 3 април 1725 г. за граф Франц фон Гилайз (1700 – 1757)
- Мария Йозефа Терезия (1706 – 1723)
- Карл Йозеф (1707 – 1708)
- Максимилиан Антон (1709 – 1711)